# 石ノ森章太郎生誕70周年 TVサイズ! 石ノ森章太郎作品主題歌コレクション
石ノ森章太郎生誕70周年 TVサイズ! 石ノ森章太郎作品主題歌コレクション（いしのもりしょうたろう せいたんななじっしゅうねん テレビサイズ いしのもりしょうたろう しゅだいかコレクション）は、2008年11月19日に日本コロムビアから発売されたアルバムCD。

## 概要
漫画家石ノ森章太郎の生誕70周年を記念して発売されたアルバムCD。石ノ森原作のメディア化作品の主題歌を収録している。収録曲はTVサイズと表示しているが、実際のTVサイズと異なる曲もいくつかみられる。

## 収録曲リスト
（『』）内は、主題歌が使用された作品のタイトル。

### ディスク1
1. サイボーグ009（『サイボーグ009』）
2. 戦いおわって（『サイボーグ009』）
3. レッツゴー!! ライダーキック（『仮面ライダー』）
4. 仮面ライダーのうた（『仮面ライダー』）
5. エッちゃん（『さるとびエッちゃん』）
6. エッちゃんが好きや（『さるとびエッちゃん』）
7. 原始少年リュウが行く（『原始少年リュウ』）
8. ランのうた（『原始少年リュウ』）
9. かぐや姫先生のうた（『好き! すき!! 魔女先生』）
10. 好き! すき!! 魔女先生（『好き! すき!! 魔女先生』）
11. 嵐よ叫べ（『変身忍者 嵐』）
12. われらは忍者（『変身忍者 嵐』）
13. ゴーゴー・キカイダー（『人造人間キカイダー』）
14. 戦え!!人造人間キカイダー（『人造人間キカイダー』）
15. 戦え!仮面ライダーV3（『仮面ライダーV3』）
16. 少年仮面ライダー隊の歌（『仮面ライダーV3』）
17. ロボット刑事（『ロボット刑事』）
18. 進めロボット刑事（『ロボット刑事』）
19. キカイダー01（『キカイダー01』）
20. 01ロック（『キカイダー01』）
21. イナズマン（『イナズマン』）
22. チェスト!チェスト!イナズマン（『イナズマン』）
23. セタップ!仮面ライダーX（『仮面ライダーX』）
24. おれはXカイゾーグ（『仮面ライダーX』）
25. フラッシュ!イナズマン（『イナズマンF』）
26. イナズマンアクション（『イナズマンF』）
27. がんばれロボコン（『がんばれ!!ロボコン』）
28. おいらロボコン世界一（『がんばれ!!ロボコン』）
29. アマゾンライダーここにあり（『仮面ライダーアマゾン』）
30. アマゾンダダダ!!（『仮面ライダーアマゾン』）
31. 仮面ライダーストロンガーのうた（『仮面ライダーストロンガー』）
32. きょうもたたかうストロンガー（『仮面ライダーストロンガー』）
33. 進め!ゴレンジャー（『秘密戦隊ゴレンジャー』）
34. 秘密戦隊ゴレンジャー（『秘密戦隊ゴレンジャー』）
35. 勝利だ!アクマイザー3（『アクマイザー3』）
36. すすめザイダベック（『アクマイザー3』）

### ディスク2
1. 宇宙鉄人キョーダイン（『宇宙鉄人キョーダイン』）
2. キョーダインとは俺たちだ（『宇宙鉄人キョーダイン』）
3. 斗え!!超神ビビューン（『超神ビビューン』）
4. われらの超神ビビューン（『超神ビビューン』）
5. 地獄のズバット（『快傑ズバット』）
6. 男はひとり道をゆく（『快傑ズバット』）
7. オー!!大鉄人ワンセブン（『大鉄人17』）
8. ワンセブン讃歌（『大鉄人17』）
9. ジャッカー電撃隊（『ジャッカー電撃隊』）
10. いつか、花は咲くだろう（『ジャッカー電撃隊』）
11. 氷河戦士ガイスラッガー（『氷河戦士ガイスラッガー』）
12. われらの命ソロン号（『氷河戦士ガイスラッガー』）
13. 透明ドリちゃん（『透明ドリちゃん』）
14. 夢の国の王女さま（『透明ドリちゃん』）
15. 青春虹の橋（『がんばれ!レッドビッキーズ』）
16. がんばれ!レッドビッキーズ（『がんばれ!レッドビッキーズ』）
17. 燃えろアタック（『燃えろアタック』）
18. お元気ですかお父さん（『燃えろアタック』）
19. サイボーグ009（『サイボーグ009』）
20. サイボーグ009（『サイボーグ009』）
21. 仮面ライダースーパー1（『仮面ライダースーパー1』）
22. 火を噴けライダー拳（『仮面ライダースーパー1』）
23. ロボット8ちゃん（『ロボット8ちゃん』）
24. 赤い夕陽のバラバラマン（『ロボット8ちゃん』）
25. 星雲仮面マシンマン（『星雲仮面マシンマン』）
26. おれの名はマシンマン（『星雲仮面マシンマン』）
27. Nice Accident（『TVオバケてれもんじゃ』）
28. チャンネル X（『TVオバケてれもんじゃ』）
29. 仮面ライダーBLACK（『仮面ライダーBLACK』）
30. Long Long ago,20th Century（『仮面ライダーBLACK』）
31. 仮面ライダーBLACK RX（『仮面ライダーBLACK RX』）
32. 誰かが君を愛してる（『仮面ライダーBLACK RX』）
33. あの娘が街にやって来た（『魔法少女ちゅうかなぱいぱい』）
34. 星空のダイアリー（『魔法少女ちゅうかなぱいぱい』）
35. 佐武と市（『佐武と市捕物控』）